# Qutab Garh
Qutab Garh es una ciudad censal situada en el distrito de Delhi noroeste,  en el territorio de la capital nacional,  Delhi (India). Su población es de 7639 habitantes (2011). 

## Demografía
Según el censo de 2011 la población de Qutab Garh era de 7639 habitantes, de los cuales 4094 eran hombres y 3545 eran mujeres. Qutab Garh tiene una tasa media de alfabetización del 84,46%, inferior a la media estatal del 86,21%: la alfabetización masculina es del 91,58%, y la alfabetización femenina del 76,40%.